# Aizubange
Aizubange (jap. 会津坂下町 Aizubange-machi) – miasto w Japonii, na wyspie Honsiu, w prefekturze Fukushima. Według danych na rok 2020 miejscowość zamieszkiwało 15 068 mieszkańców , a gęstość zaludnienia wyniosła 164,5 os./km².